# Isola di Somerset
L'isola di Somerset è un'isola del Canada.

## Geografia
Somerset fa parte del grande arcipelago artico canadese. È una grande isola separata di 2 km dalla Boothia tramite lo Stretto di Bellot  e appartiene amministrativamente alla Regione di Qikiqtaaluk nel territorio del Nunavut. Ha una superficie di 24.786 km², il che la rende la 46ª isola più grande del mondo e dodicesima isola più grande del Canada. È disabitata.

## Storia
Intorno all'anno 1000 la costa nord dell'Isola di Somerset era abitata dal popolo di Thule, come dimostrato dal ritrovamento di ossa di balena, gallerie e alcune rovine in pietra. Nell'inverno del 1848 James Clark Ross, al comando di due navi, sbarcò a Port Leopold sulla costa nord-orientale. Nell'aprile dell'anno successivo tentò l'esplorazione dell'isola a bordo di slitte.
Nel 1937, venne istituita una stazione di posta a Fort Ross 72°00′34″N 94°14′08″W da parte della Compagnia della Baia di Hudson nella parte sud-est dell'isola, ma solo undici anni più tardi venne chiusa, poiché le condizioni rigorose rendevano antieconomico e di difficile l'accesso. Questo ha lasciato l'isola disabitata. Alcune strutture rimaste in piedi sono ancora utilizzate come rifugi da cacciatori di caribù Inuit di Taloyoak.
Per la presenza di rovine, di fauna selvatica e per la facilità di accesso, la costa settentrionale dell'isola, presso Risolute, è diventata meta turistica.